# Astropecten tenuis
Astropecten tenuis är en sjöstjärneart som först beskrevs av Bell 1894.  Astropecten tenuis ingår i släktet Astropecten och familjen kamsjöstjärnor. Inga underarter finns listade i Catalogue of Life.